# Leszek Błażyński (dziennikarz)
Leszek Błażyński (ur. 17 października 1974 w Bielsku-Białej) – polski dziennikarz sportowy, syn boksera Leszka Błażyńskiego.

## Życiorys
Absolwent studiów filozoficznych w Uniwersytecie Śląskim. Pracował w dzienniku „Sport” (1999-2003 i 2014-2017), był dziennikarzem „Gazety Wyborczej” (2003-2007). Współpracował z tygodnikiem „Panorama” oraz magazynami muzycznymi. Od 2007 do 2020 w „Przeglądzie Sportowym” jako korespondent z Górnego Śląska.
Jako dziennikarz „PS” akredytowany na mistrzostwach świata w narciarstwie klasycznym (Liberec 2009) oraz mistrzostwach świata w lotach narciarskich (Oberstdorf 2008 i Planica 2010), a także wielu zawodach Pucharu Świata w skokach narciarskich.
Wystąpił w filmie dokumentalnym „Przez Nokaut” (1995) o swoim ojcu w reżyserii Macieja Pieprzycy. Pomaga w organizacji i promocji bokserskiego Memoriału Leszka Błażyńskiego, który od 2006 roku odbywa się w Bytomiu.
Autor książki „Skok do piekła" (grudzień 2013) – biografii skoczka narciarskiego Wojciecha Fortuny, pierwszego polskiego złotego medalisty zimowych igrzysk olimpijskich (Sapporo 1972).
Napisał także „W kowbojskich kapeluszach – historia sportu w Bytomiu” (czerwiec 2016), publikację opisującą największe sukcesy bytomskich sportowców oraz „Niebiesko-czerwoną historię” (grudzień 2016) – bogato ilustrowany album poświęcony sekcji hokejowej Polonii Bytom wydany na 70-lecie jej istnienia.
Jego czwarta książka to „Jaśko ze Lwowa. Historia Mistrza” (wrzesień 2019), album o Janie Paluchu - żużlowcu, motocykliście rajdowym i motocrossowym, mistrzu rzemiosła i działaczu społecznym, która zawiera mnóstwo unikalnych zdjęć.
Dwie kolejne publikacje przedstawiają legendarnych polskich bokserów. „Pięści anioła. Walka o złoto Zbigniewa Pietrzykowskiego” (czerwiec 2020) to pierwsza biografia trzykrotnego medalisty olimpijskiego i czterokrotnego mistrza Europy. Pięściarza, który nigdy nie przegrał w polskiej lidze, a z Cassiusem Clayem, czyli późniejszym Muhammadem Alim, walczył jak równy z równym.
Natomiast wywiad-rzeka „Spowiedź Mistrza. Marian Kasprzyk” (czerwiec 2023) ukazuje barwną postać mistrza olimpijskiego z 1964 roku, który opowiada nie tylko o swoim sportowym życiu, ujawniając wiele nieznanych wcześniej faktów.

## Publikacje
- Wojciech Fortuna. Skok do piekła (Fall, Kraków, 2013)
- W kowbojskich kapeluszach – historia sportu w Bytomiu (Urząd Miejski Bytom, 2016)
- Niebiesko-czerwona historia. 70 lat sekcji hokejowej Polonii Bytom (Urząd Miejski Bytom, 2016)
- Jaśko ze Lwowa. Historia Mistrza (Fundacja im. Jana Palucha, Katowice, 2019)
- Pięści anioła. Walka o złoto Zbigniewa Pietrzykowskiego (Ringier Axel Springer, 2020)
- Spowiedź Mistrza. Marian Kasprzyk (Polski Związek Bokserski, 2023)